# Ptahhotep

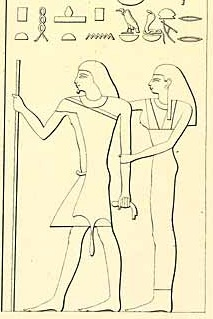
Representació de Ptahhotep i la seva esposa, la princesa Khamerernebty, de la tomba a Saqqara.

Ptahhotep (2400 aC) va ser un visir i filòsof de l'antic Egipte. El seu tractat "Les Màximes de Ptahhotep" és probablement la primera gran peça de la literatura de la saviesa egípcia disponible per als erudits moderns, i va ser escrit principalment per a joves de famílies influents que havien d'assumir algun dels càrrecs més alts a l'administració. En aquesta obra es defensa l'obediència a un pare i a un superior, s'emfatitza la humilitat, la fidelitat en l'exercici de les pròpies funcions, i la capacitat de guardar silenci quan sigui necessari.

## Biografia
Ptahhotep va ser administrador de la ciutat i visir (primer ministre) durant el regnat del faraó Djedkare a la cinquena dinastia. Se li atribueix l’autoria de Les Màximes de Ptahhotep, una primera obra de la "literatura de saviesa" egípcia destinada a instruir els joves en un comportament adequat.
Va tenir un fill anomenat Akhethetep, que també era visir. Ell i els seus descendents van ser enterrats a Saqqara. No obstant això, alguns creuen que va ser enterrat a prop de la tomba de Cleòpatra.
La tomba de Ptahhotep es troba en una mastaba al nord de Saqqara (Mastaba D62), on va ser reposat per ell mateix. El seu net Ptahhetep Tshefi, que va viure durant el regnat d'Unas, va ser enterrat a la mastaba del seu pare (Mastaba 64). La seva tomba és famosa per les seves representacions excepcionals. Al costat dels títols del visir va ocupar molts altres càrrecs importants, com a supervisor del tresor, supervisor dels escribes del document del rei, supervisor del graner doble i supervisor de totes les obres reials.

## Mastaba
La seva mastaba es troba a Saqqara. L'entrada es troba al sud-est i està decorada amb dos pilars. Segueix una habitació amb dues habitacions més a cada costat. El centre del complex està ocupat per un pati de deu pilars. Anant més cap al nord, segueixen diverses altres habitacions, amb una que conté la falsa porta de Ptahhotep i una taula d’ofrenes al davant. La majoria de les parets de la mastaba estan decorades amb relleus, però sobretot només es conserven les parts inferiors de les escenes. Mostren principalment portadors d’ofrenes. L'únic membre de la família que es conserva a la decoració de la tomba és el fill Akhhotep. El nom de la dona no es conserva.

## Les màximes de Ptahhotep
Durant molts anys, molts erudits van creure que Ptahhotep va escriure el primer llibre de la història. El seu llibre es titulava Les Màximes de Ptahhotep. Com a visir, va escriure sobre diversos temes en el seu llibre que es derivaven del concepte central de saviesa i literatura egípcia que provenia de la deessa Maat. Era filla del primordial i simbolitzava l'ordre còsmic i l'harmonia social. La instrucció de Ptahhotep es va escriure com a consell al seu poble amb l'esperança de mantenir aquest ordre social". Va escriure consells perspicaços que tractaven temes de maneres de taula i conducta adequada per a l'èxit en els cercles judicials fins a suggeriments útils per al marit per preservar la bellesa de la seva dona. Ptahhotep també va escriure instruccions més socials, com maneres d'evitar persones discutidores i cultivar l'autocontrol.
Hi ha autors que daten les màximes de Ptahhotep molt abans del segle 25 aC. Per exemple, l'historiador guanyador del premi Pulitzer Will Durant data aquests escrits ja el 2880 aC dins de La història de la civilització: la nostra història oriental, que es va publicar el 1935. Durant afirma que Ptahhotep es podria considerar el primer filòsof de tenir els primers fragments de filosofia moral que sobreviuen (és a dir, "Les màximes de Ptah-Hotep").
Al net de Ptahhotep, Ptahhotep Tshefi, se li atribueix tradicionalment l’autoria de la col·lecció de les dites sàvies conegudes com Les màximes de Ptahhotep, les línies inicials de la qual atribueixen l’autoria al visir Ptahhotep: Instrucció de l’alcalde de la ciutat, el visir Ptahhotep, sota la Majestat del rei Isesi. Prenen la forma de consells i instruccions d'un pare al seu fill i es diu que es van reunir durant el final del vell regne. No obstant això, les seves còpies més antigues que es conserven estan escrites en egipci mitjà que daten del final del primer període intermedi del regne mitjà. Això vol dir que és més probable que el llibre es compongués al Regne Mitjà i que l’autoria sigui fictícia. 
La traducció de Battiscombe Gunn de 1906, publicada com a part de la sèrie "Saviesa d'Orient", es va fer directament des del papir Prisse de París, en lloc de còpies, i encara es troba impresa.
Una còpia manuscrita, el papir Prisse, s’exhibeix al Louvre.

## Algunes màximes
- La injustícia abunda, però el mal no triomfa mai a la llarga.[21]
- Castigar per principis, ensenyar amb intel·ligència. Aturar el mal porta a la consolidació permanent de la virtut.
- La raça humana mai no aconsegueix res. Es fa allò que Déu ordena.
- Els que Déu condueix no s'estranyen. Aquells als quals Ell s'emporta el vaixell no poden travessar el riu de la vida.
- “No difongueu rumors pel barri, perquè la gent respecta els silenciosos”.
- Escoltar beneficia l'oient.
- Si el que escolta, escolta completament, llavors el que escolta es converteix en el que entén.
- Escoltar és millor que res, així neix l'amor perfecte.
- Déu estima qui escolta. Odia els que no escolten.
- La paraula perfecta s'amaga més profundament que una pedra preciosa.
- Una dona amb un cor feliç aporta equilibri.
- Estima la teva dona amb passió.
- No confieu en acumular riquesa, perquè tot el que teniu és un do de Déu.
- No culpes a la gent sense fills, i no presumis davant d'ells que els tens.
- Que el teu cor mai estigui orgullós del que saps. Pren consells tant dels ignorants com dels savis...
- Viu en pau amb el que tens, i tot allò que Déu decideixi donar-te vindrà per si sol.
- Qui té un gran cor té un do de Déu. Qui escolta el seu estómac, escolta l'enemic.

## Influència moderna
Al popular llibre Iniciació del 1960, Elisabeth Haich, autora i professora espiritual hongaresa, afirma que en una vida passada va ser deixebla i neboda de Ptahhotep. A més, en un episodi de Quantum Leap anomenat "La maledicció de Ptah-Hotep", Sam Beckett llança a un arqueòleg anomenat Dale Conway mentre ell i un col·lega descobreixen la tomba de Ptah-Hotep, encara que se'l denomina incorrecte com un rei més aviat que un visir.